# Telenet-Fidea/Saison 2014
Dieser Artikel listet Erfolge und Fahrer des Radsportteams Telenet-Fidea in der Saison 2014 auf.

## Erfolge im Cyclocross 2013/2014
| Datum         | Rennen                                                     | Fahrer             |
| ------------- | ---------------------------------------------------------- | ------------------ |
| 21. September | China International Cyclocross Event, Yanqing              | Thijs Al           |
| 6. Oktober    | GP Albert Van Damme, Laarne                                | Tom Meeusen        |
| 12. Oktober   | Grote Prijs van Brabant, ’s-Hertogenbosch                  | Tom Meeusen        |
| 1. November   | bpost bank Trofee – Koppenbergcross, Oudenaarde-Melden     | Tom Meeusen        |
| 16. November  | bpost bank Trofee – Grote Prijs van Hasselt, Hasselt (U23) | Wout van Aert      |
| 17. November  | Superprestige Gavere, Gavere (U23)                         | Wout van Aert      |
| 21. Dezember  | bpost bank Trofee – Grote Prijs Rouwmoer, Essen (U23)      | Wout van Aert      |
| 27. Dezember  | bpost bank Trofee – Azencross, Wuustwezel-Loenhout (U23)   | Wout van Aert      |
| 1. Januar     | bpost bank Trofee – Grote Prijs Sven Nys, Baal (U23)       | Wout van Aert      |
| 13. Januar    | Cyclocross Otegem, Otegem                                  | Wout van Aert      |
| 18. Januar    | Gran Premio Mamma e Papa Guerciotti, Mailand               | Jens Vandekinderen |
| 26. Januar    | UCI-Weltcup, Nommay                                        | Tom Meeusen        |
| 8. Februar    | bpost bank Trofee – Krawatencross, Lille (U23)             | Wout van Aert      |
| 9. Februar    | Superprestige Hoogstraten, Hoogstraten (U23)               | Wout van Aert      |
| 15. Februar   | Superprestige Noordzeecross Middelkerke, Middelkerke       | Tom Meeusen        |
| 15. Februar   | Superprestige Noordzeecross Middelkerke, Middelkerke (U23) | Wout van Aert      |
| 16. Februar   | Grote Prijs Stad Eeklo, Eeklo                              | Tom Meeusen        |

## Abgänge – Zugänge
| Zugänge                         | Team 2013                 | Abgänge                    | Team 2014                                      |
| ------------------------------- | ------------------------- | -------------------------- | ---------------------------------------------- |
| Niels Wubben                    | Rabobank Development Team | Joeri Adams                | Vastgoedservice-Golden Palace Continental Team |
| Ben Boets                       | Neoprofi                  | Rob Peeters                | Vastgoedservice-Golden Palace Continental Team |
| Nicolas Cleppe                  | Neoprofi                  | Arnaud Jouffroy            | VC Rouen 76                                    |
| Quinten Hermans                 | Neoprofi                  | Wout van Aert (bis 28.02.) | Vastgoedservice-Golden Palace Continental Team |
| Thijs van Amerongen (ab 01.03.) | AA Drink Cycling Team     |                            |                                                |

## Mannschaft
| Name                | Geburtstag        | Nationalität |
| ------------------- | ----------------- | ------------ |
| Toon Aerts          | 19. Oktober 1993  | Belgien      |
| Thijs Al            | 16. Juni 1980     | Niederlande  |
| Thijs van Amerongen | 18. Juli 1986     | Niederlande  |
| Ben Boets           | 19. April 1995    | Belgien      |
| Nicolas Cleppe      | 12. Dezember 1995 | Belgien      |
| Quinten Hermans     | 29. Juli 1995     | Belgien      |
| Corné van Kessel    | 7. August 1991    | Niederlande  |
| Tom Meeusen         | 7. November 1988  | Belgien      |
| Daan Soete          | 19. Dezember 1994 | Belgien      |
| Jens Vandekinderen  | 30. April 1993    | Belgien      |
| Bart Wellens        | 10. August 1978   | Belgien      |
| Niels Wubben        | 20. Februar 1988  | Niederlande  |